# Paraquat
Paraquat (systematický název N,N'-dimethyl-4,4'-bipyridinium dichlorid) je druh neselektivního herbicidu, tedy chemický postřik pro ničení všech skupin rostlin. Používá se zejména při pěstování sóji, kukuřice a rýže.
Jejím hlavním výrobcem je firma Syngenta, která jej prodává pod obchodním názvem Gramoxone. Paraquat je vysoce jedovatá a perzistentní chemická sloučenina, která do lidského těla proniká v kontaminované potravě (potravinách z ošetřovaných plodin) a vdechnutím kontaminovaného vzduchu.
Paraquat ve vyšších dávkách způsobuje poškození plic, jater, srdce a ledvin. Dlouhodobé vystavení paraquatu může vést k poruchám rozmnožování a vzniku rakoviny kůže.
Evropský soud zrušil povolení paraquatu vydané Evropskou komisí, tak ho fakticky v EU zakázal. Soud rozhodl na základě žaloby Švédska. Paraquat je třetím nejběžnějším pesticidem na světě a ročně se ho prodá asi 20 tisíc tun hlavně v rozvojových zemích.

## Jiné názvy
Paraquat je znám i pod řadou jiných jmen: Actor, Crisquat, Cropoquat, Cyclone, Delta-quat, Dextrone X, Dexuron, Efoxon, Esgram, Goldquat, Gramix, Gramixel, Gramonol, Gramocil, Gramuron, Hentam, Herbatop, Herbaxone, Kemozone, Kendo, Ken-quat, Multiquat, Osaquat, Paracol, aj.